# باحال (زیباشناختی)
خفن (انگلیسی: Cool) یا باحال، کیفیت زیبایی‌شناختی چیزی است (مانند نگرش، رفتار، ظاهر یا سبک زیبایی‌شناسی که عموماً توسط جامعه تحسین می‌شود.
به دلیل تعبیر متنوع و متغیر از آنچه که باحال تلقی می‌شود و همچنین ماهیت ذهنی آن، این کلمه معنای واحدی ندارد. برای بیشتر، خونسردی با نشان دادن خونسردی و خویشتن‌داری (خودلگامی) همراه است. هنگامی که در مکالمه استفاده می‌شود، اغلب به عنوان ابراز تحسین یا تأیید است و می‌تواند هنگام ارجاع به افراد و موارد مورد علاقه استفاده شود. اگرچه معمولاً به عنوان زبان کوچه‌بازاری در نظر گرفته می‌شود، اما خفن به‌طور گسترده در میان گروه‌های اجتماعی متفاوت استفاده می‌شود و برای نسل‌ها استفاده از آن دوام داشته است.